# ابویوسف یعقوب بن عبدالحق
ابویوسف یعقوب بن عبدالحق (انگلیسی: Abu Yusuf Yaqub ibn Abd al-Haqq; حدود ۱۲۱۲ – ۲۰ مارس ۱۲۸۶) سلطان مرینیان مراکش از سال ۱۲۵۸ تا ۱۲۸۶ میلادی بود.